# Presa Unbong
La presa Unbong, o presa de Yunfeng, es una presa de gravedad situada al río Yalu, la cual limita con China y Corea del Norte. Se encuentra a 33 km al nordeste de la ciudad de Ji'an, provincia de Jilin (provincia de Jilin), China y Chasŏng (provincia de Chagang), Corea del Norte. El objetivo principal de la presa es la generación de energía hidroeléctrica y se encuentra conectada a una central de 400 MW. La construcción de la presa había empezado inicialmente en agosto de 1942, pero fue detenido el 1945 después de la rendición del Japón, poniendo fin a la Segunda Guerra Mundial.
En octubre de 1959, se volvió a empezar la construcción de la presa y, en septiembre de 1965, funcionó el primero de los cuatro generadores de turbina Francis de 100 MW. El último generador entró en funcionamiento el 4 de abril de 1967. La presa de 113,75 m de altura tiene una capacidad de almacenamiento de 3.895.000.000 m³. La vertiente de la presa es de tipo desbordamiento con 21 puertas inundables y tiene una descarga máxima de 21.900 m³/s. El agua se suministra a la central mediante dos túneles de 775 m de longitud y 759 m de longitud. La energía producida por los generadores 1 y 3 se suministran a China mientras que la producida por los generadores 2 y 4 se suministra a Corea del Norte.